# Radio 2 Zendtijdprijs
De Radio 2 Zendtijdprijs werd van 2000 tot 2008 uitgereikt aan artiesten die over een langere periode het meest op de Nederlandse publieke radiozender Radio 2 te horen zijn geweest en daarmee een grote en blijvende betekenis hebben gehad voor de Nederlandse muziek. 
De prijs was een jaarlijks initiatief van de Stichting Buma Cultuur (voorheen Conamus) en Radio 2.
Uitreiking vond plaats tijdens het Gala van het Nederlandse Lied in theater Carré te Amsterdam en werd tegelijkertijd ook rechtstreeks op Radio 2 uitgezonden.
De Radio 2 Zendtijdprijs bestond naast een bronzen beeld gemaakt door kunstenaar Evert den Hartog, uit een eerbetoon van collega-artiesten.

## Lijst van winnaars
- 2008: Frits Spits
- 2007: Peter Koelewijn
- 2006: Marco Borsato
- 2005: Willeke Alberti
- 2004: Frank Boeijen
- 2003: Ramses Shaffy
- 2002: Herman van Veen
- 2001: Rob de Nijs
- 2000: Boudewijn de Groot